# 音羽山市平
音羽山 市平（おとわやま いちへい、1857年11月25日〈安政4年10月9日〉 - 1894年〈明治27年〉1月8日）は、桐山部屋，佐ノ山部屋及び音羽山部屋に所属した元力士。平石七太夫の遺族の養子と伝わる。
本名は渡邉（武田→石田→中田→渡邉と改姓歴がある） 市平。身長，体重とも不明。出身地は現在の新潟県新潟市(旧・越後国蒲原郡〈後の西蒲原郡〉)。
最高位は西前頭9枚目。
1881年5月初土俵（序ノ口）。その後昇進には時間がかかり、初土俵から10年後の1891年1月新十両（東二段目7枚目となり十両相当となった）。この場所、6勝1敗1分の好成績を残し、翌5月場所に新入幕。しかし十両昇進前の1890年6月場所より音羽山部屋を興し、二枚鑑札となっていた疲れと年齢から来る衰えが出たせいか、幕内では殆ど活躍出来なかった。1894年1月場所中の1月8日（3日目終了後）に36歳で急死。稽古中に亡くなったと伝わっている。
幕内通算 4場所 4勝11敗25休を残した。
改名歴は1回ある：新川 市平 → 音羽山 市平。新川は故郷の同名の川に因んだと言われ、新川時代の方が有名だった。